# 慎刑司
慎刑司是清朝内务府下设的七个司之一，负责管理审谳刑狱，是清朝的司法机关之一。该司后于1915年3月20日被彻底裁撤。

## 历史
该机构始于皇太极所设的尚方司。顺治十二年（1655年）改名尚方院。康熙初年改称内刑部，康熙十六年（1677年）十月改为慎刑司，此后一直延续此称直至慎刑司被裁撤。
雍正四年（1726年）慎刑司内下设管辖番役处，主要负责缉捕各案在逃太监等。乾隆二十四年（1759年），管辖番役处被裁撤。后因缉拿逃犯不利，乾隆二十五年（1760年）再度复立此处。
1840年，鸦片战争爆发，受清朝战败后签订《南京条约》的影响，中国司法主权的完整性被条约中的领事裁判权所破坏。光绪三十四年（1908年）慎刑司的职能权限受清末改革浪潮影响发生重大改变，原本慎刑司审判对象与范围包括内务府官员、宫廷太监、宫女的刑讼案件，但此番改革将旗人案件以及太监旗民人等因私词讼移交其他审判机构讯办，慎刑司管辖范围缩水、职能被削弱。
1912年，清帝宣布退位，因《优待皇室条件》的文件签署，包括慎刑司在内的内务府机构及人员被全部留存。1914年，含裁内务府慎刑司的“维持国体建议案”在参议会上被通过。经过多番沟通后，1915年3月20日，慎刑司交由司法科接收，慎刑司机构被彻底裁撤。

## 职能
清帝以上谕或奏准等方式划定内务府的案件管辖权，并记载于《康熙会典》、《雍正会典》、《乾隆会典》、《嘉庆会典》、《光绪会典》等五朝的会典中。康熙、雍正两朝规定一致，以慎刑司负责处理案情简单、罪责较轻的案例；乾隆朝强调死刑案件会同三法司会审；嘉庆朝对于旗民交涉案件由一律移送刑部改为罪罚在杖一百以上的才须移交刑部审判，该规定被沿袭。
慎刑司主要负责具体案件的侦察、审理，将审理意见上报至内务府总管，由其决定，但内务府总管往往并不亲自参与案件的审讯。若是重要的案件，内务府总管则要把慎刑司的审判意见上奏皇帝定夺。慎刑司权力有限，仅可处理鞭（杖）一百以下的案件，徒以上案件需移交刑部。

## 审理范围
慎刑司的审理范围大致分为四类，即上三旗拟判杖一百以下案件、奉皇帝特旨审判的案件、太监与宫女的案件和上三旗的旗民与汉人之间的诉讼案件（康熙、乾隆两朝规定旗民交涉案尽移交刑部，嘉庆规定徒杖一百则移送刑部）。
虽然会典规定对慎刑司的审理范围做出限制，但内务府也经常超出权限审理案件，此类超权限的案件种类大致分为未经皇帝特旨授权的上三旗徒以上刑罚案件与未经皇帝特旨授权的非上三旗案件。在越权的同时，慎刑司也会放弃法定权限内的案件管辖权，此类放弃管辖权的案例分为主动移交与皇帝指令移交两类，但均是在皇帝的请示认可下行事。张剑虹分析认为，一方面慎刑司凭借内务府的特殊地位，倾向将案情简单易于审理的案件揽至自己部门审理，对案情复杂的则移送刑部。另一方面此行为得到皇帝默许，以彰显皇权庇护、主仆情谊。

## 处罚手段
慎刑司仅可处理鞭（杖）一百以下的案件，此外，慎刑司在对审理太监、宫女的死刑案件时，可不经三司会审、不受杖百限制，判处绞监候。其处罚手段还包括了罚赏银、拘禁、拔下贱当差、其本人或连带亲属发配至伊犁给兵丁做奴隶、抛尸荒野等。

## 人员构成
| 年代         | 构成情况                                    |
| ------------ | ------------------------------------------- |
| 顺治十二年   | 郎中3人、员外郎6人、笔贴式14人、催总1人     |
| 康熙年       | 增设主事1人                                 |
| 康熙三十七年 | 裁笔贴式1人                                 |
| 康熙三十八年 | 裁郎中1人、员外郎1人                        |
| 康熙六十一年 | 裁员外郎1人                                 |
| 雍正元年     | 于笔贴式内设委署主事1人， 增设汉字笔贴式4人 |
| 雍正二年     | 增设催总1人                                 |
| 雍正十二年   | 裁委署主事                                  |
| 雍正十三年   | 增设清字笔贴式2人、汉字笔贴式1人            |
| 乾隆二十二年 | 复设委署主事                                |
| 乾隆二十四年 | 改催总为催长                                |
| 嘉庆十一年   | 裁顶戴副催长2人                             |
| 咸丰二年     | 于庆丰司等额设员外郎内，拨给慎刑司四员      |